# Erwin Kroggel
Erwin „Mucki“ Kroggel (* 30. April 1912 in Berlin; † 2. Januar 1996 in Hannover) war ein deutscher Degenfechter und Fünfkämpfer. Er war mehrmaliger deutscher Meister und Olympiateilnehmer. Zuerst focht er für den SG Berlin, nach dem Zweiten Weltkrieg für den Fecht-Club Hermannia Frankfurt, später für den Turn-Klubb zu Hannover.

## Leben
Kroggel wurde in Berlin geboren und wurde nach Abschluss der Mittelschule Polizeibeamter. Zusätzlich war er Leichtathlet und Handballer, ab 1934 moderner Fünfkämpfer und später Fechter. Seit 1937 war Kroggel verheiratet, 1940 kam sein Sohn zur Welt. 1941 gewann er seine ersten deutschen Meisterschaften im Fechten, denen noch vier weitere folgten. Während der Zeit des Nationalsozialismus versuchte der aktive Säbelfechter und Leiter des Reichssicherheitshauptamts Reinhard Heydrich die besten deutschen Fechter für die SS zu gewinnen. Kroggel trat bereits zum 1. September 1935 der SS bei (SS-Nummer 272.205) und arbeitete im Amt IV des Reichssicherheitshauptamts (Gegnerbekämpfung – Gestapo). Eingesetzt war er über längere Zeit im Referat IV A 3 (Russische, Kaukasische, Ukrainische Emigration im Reichsgebiet). Sein Vorgesetzter war hier Kriminalrat und SS-Hauptsturmführer Erich Schröder. Kroggel selbst erreichte November 1941 den Rang eines Hauptsturmführers. Am 22. Juni 1937 hatte er die Aufnahme in die NSDAP beantragt und war rückwirkend zum 1. Mai desselben Jahres aufgenommen worden (Mitgliedsnummer 5.518.753).
Nachdem er den Krieg unverletzt überlebte, nahm Kroggel 1952 an den olympischen Spielen teil, schon davor wurde ihm 1951 das Silberne Lorbeerblatt als Mitglied der Mannschaft der Hermannia Frankfurt verliehen. 1960 erhielt er die Auszeichnung nochmals als „[m]ehrfacher Meister im Degenfechten“.
Nach dem Krieg arbeitete er als Bankbeamter in Hannover, blieb jedoch aktiver Fechter. Nach Einführung der deutschen Seniorenmeisterschaften gehörte er zu den ersten Medaillengewinnern.  Kroggel starb Januar 1996 in Hannover.

## Erfolge
1940 belegte Kroggel den dritten Platz bei den deutschen Meisterschaften im Herrendegen, 1941 konnte er diese erstmals gewinnen und diesen Erfolg 1943 wiederholen. Auch die ersten beiden Meisterschaften nach dem Zweiten Weltkrieg 1951 und 1952 (damals focht er bereits für Hermannia Frankfurt) sowie die von 1954 (als Mitglied des Turn-Klubb zu Hannover) gewann er. 1955 wurde er nochmals zweiter. 1951 gewann Hermannia Frankfurt zusätzlich die Mannschaftsmeisterschaft im Herrendegen, die genaue Mannschaftsaufstellung ist jedoch nicht bekannt.
Bei den Olympischen Spielen 1952 in Helsinki nahm Kroggel im Einzelwettbewerb der Disziplin Herrendegen teil, schied jedoch als vorletzter seiner Runde bereits in der ersten Runde aus.